# Beckocoris laticephalis
Beckocoris laticephalis är en insektsart som beskrevs av Knight 1968. Beckocoris laticephalis ingår i släktet Beckocoris och familjen ängsskinnbaggar. Inga underarter finns listade i Catalogue of Life.